# Tour de l'Horloge (Autun)
Pour les articles homonymes, voir Tour de l'Horloge.
La tour de l'Horloge ou tour Marchaux, est construite au XVe siècle et située à Autun, dans le département de Saône-et-Loire, en France.

## Historique
Elle est inscrite au titre des monuments historiques depuis un arrêté du 29 décembre 1927. L'inscription est étendue à l'hôtel de Clugny par arrêté du 18 juillet 2023.
Elle est contiguë à la maison Chareyre, inscrite en 1934.